# Lomske (Neschwitz)

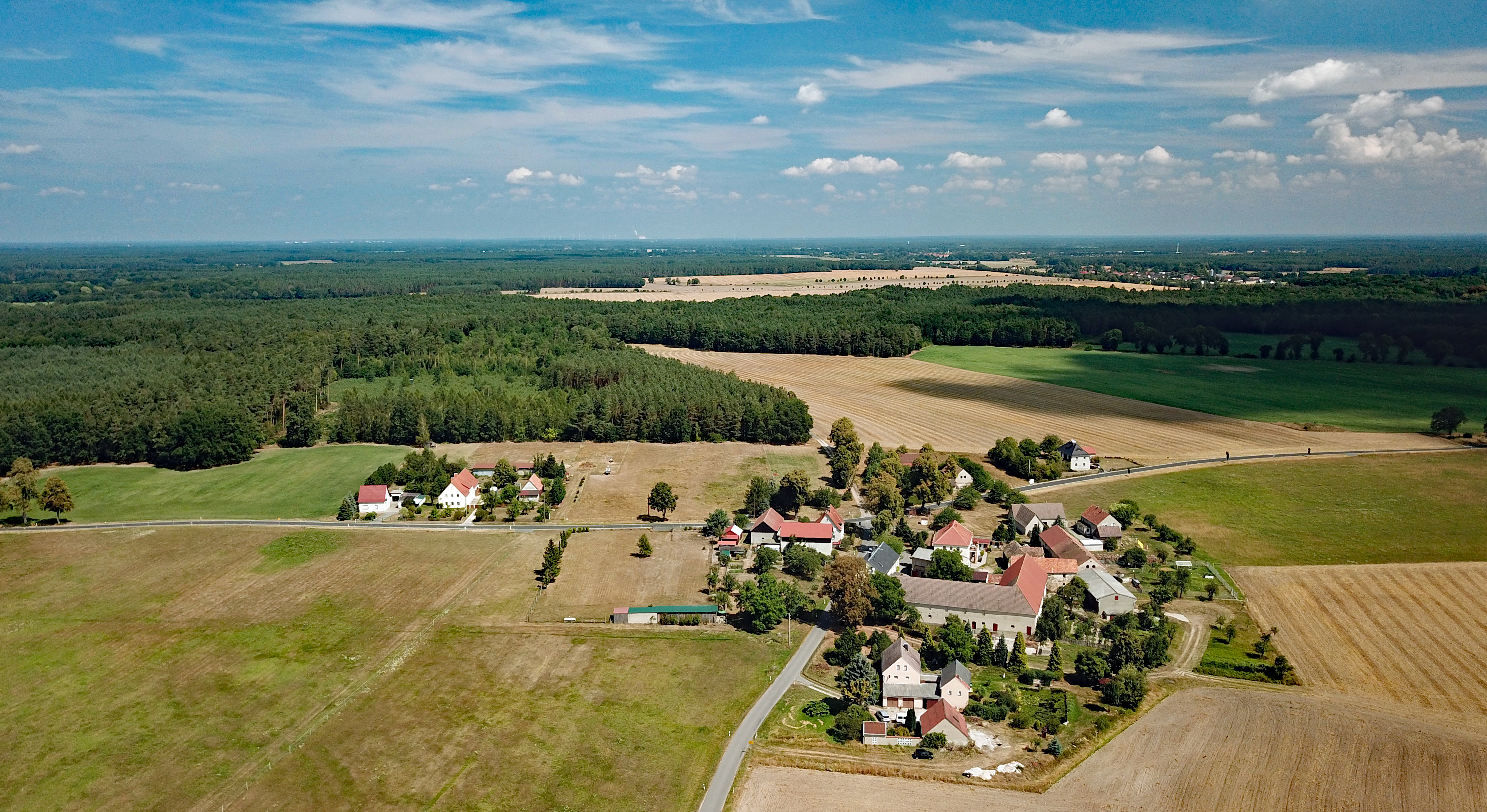
Luftbild

Lomske, obersorbisch Łomskⓘ, ist ein kleiner Ort im Zentrum des Landkreises Bautzen in Ostsachsen und gehört seit 1936 zur Gemeinde Neschwitz. Der Ort liegt in der Oberlausitz und zählt zum sorbischen Siedlungsgebiet.

## Geografie
Lomske befindet sich etwa 13 Kilometer nordwestlich der Kreisstadt Bautzen etwa 15 Meter oberhalb der Niederung des Puschwitzer Wassers, das im Südosten vorbeifließt. In der Aue befindet sich ein als Flächennaturdenkmal geschützter Eichenwald. Das kleine Runddorf ist auf drei Seiten von Wald umgeben, lediglich nach Osten ist die Landschaft offen. Das Gelände fällt nach allen Seiten hin leicht ab, so dass Lomske einige Meter höher liegt als seine Nachbarorte. Die nächsthöhere Erhebung ist der Spitzberg (187 m) einen Kilometer westlich. Auf Lomsker Flur befindet sich auch die Häusergruppe Lissahora (Liša Hora).
Die Nachbarorte sind Neschwitz im Osten, Neupuschwitz und Wetro im Süden sowie Doberschütz im Westen.

## Geschichte

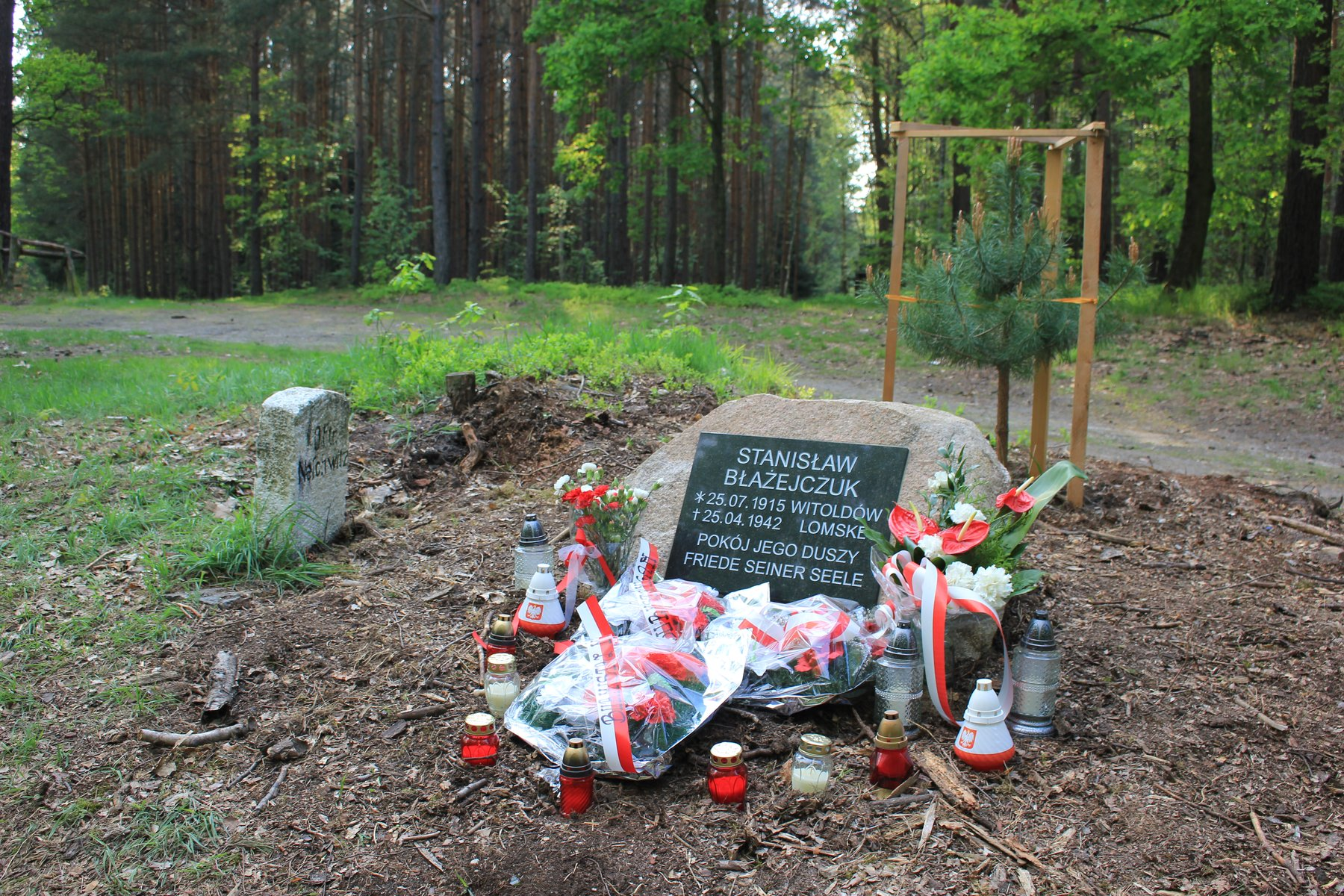
Gedenkstein für Stanisław Błażejczuk

Im Wald nordwestlich von Lomske – auch als Die Lomske bezeichnet – befinden sich etwa 30 Hügelgräber aus der Bronzezeit, die auf eine frühe Besiedlung schließen lassen. Der heutige Ort wurde jedoch erst 1511 als Lombschitz erwähnt, deutlich später als die Nachbarsiedlungen. Sieben Jahre später wird Lumpschk als Rittersitz genannt. Der Ortsname leitet sich vom sorbischen Wort łom für einen Holzbruch bzw. ein Sumpfgebüsch ab. 
Bis 1841 unterstand der Ort der Herrschaft des Neschwitzer Gutes, das hier zeitweise ein Vorwerk unterhielt. Danach bildete Lomske mit dem Ortsteil Lissahora bis zum 1. April 1936 eine eigenständige Landgemeinde, bevor sie nach Neschwitz eingemeindet wurde.
Am 25. April 1942 richteten die Nationalsozialisten im Wald nördlich von Lomske den polnischen Zwangsarbeiter Stanisław Błażejczuk hin. Seit 2018 erinnert ein Gedenkstein an das Verbrechen.

## Bevölkerung
Im Jahr 1925 hatte Lomske 61 Einwohner; davon waren 51 evangelisch-lutherischen Glaubens (84 %). Der Ort zählt seit dem 16. Jahrhundert zur Kirchgemeinde Neschwitz.
Für seine Statistik über die sorbische Bevölkerung in der Oberlausitz ermittelte Arnošt Muka in den achtziger Jahren des 19. Jahrhunderts eine Bevölkerungszahl von 72 Einwohnern; darunter waren 71 Sorben (99 %) und ein Deutscher.
Im 20. Jahrhundert, besonders nach 1990, nahm die Einwohnerzahl von Lomske stark ab, sodass es heute nur mehr etwa 20 Bewohner hat.

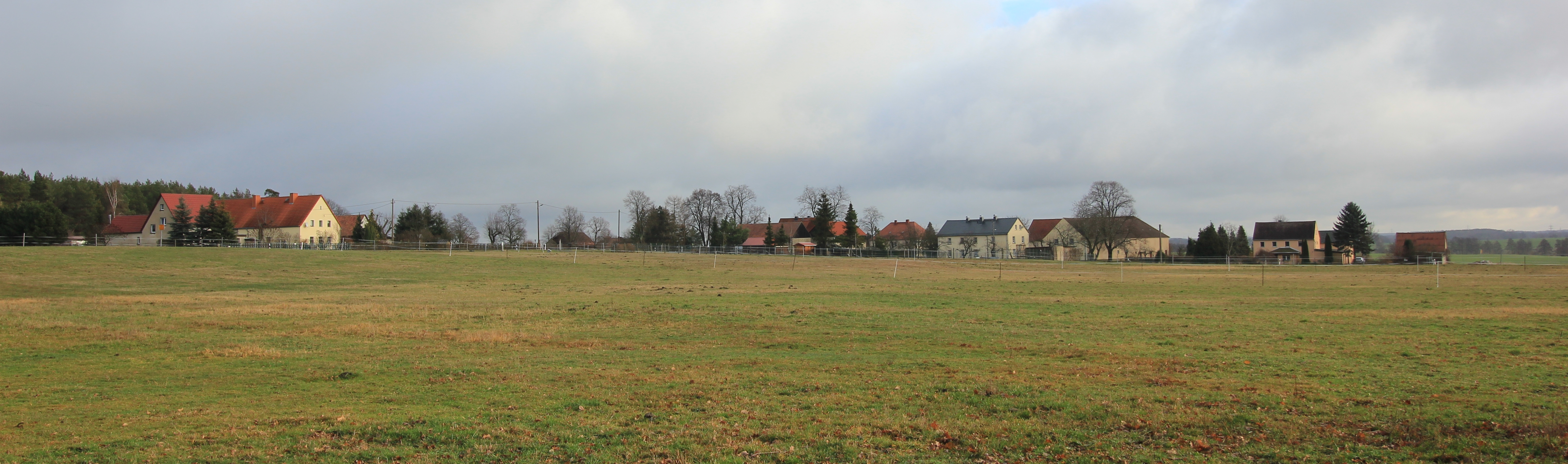
Ortsansicht aus Südwesten